# Svetlobni žarek
Svetlôbni žárek je ozka projekcija svetlobne energije iz vira v žarek. Sončna svetloba je naravni zgled svetlobnega žarka, če ga filtriramo skozi različne medije (oblake, listje, okna ipd.) Za umetno pridobitev svetlobnga žarka se v mnogih svetlobnih napravah, kot so reflektorji, avtomobilski žarometi, reflektorji PAN ali ohišja LED, rabita svetilka in parabolični reflektor. Svetloba iz nekaterih laserjev ima najmanjšo možno žarkovno divergenco in tako proizvaja najbolj vzporedne svetlobne žarke.